# Барбарос Хайретин паша джамия
Барбарос Хайретин паша джамия (на турски: Barbaros Hayrettin Paşa Camii) е джамиен комплекс в квартал Левент в Истанбул, Турция. Джамията Сюлеймание в Одрин на архитекта Синан е вдъхновение за дизайна на джамията. В проекта са използвани морски и корабни мотиви в чест на Хайредин Барбароса и неговите нередовни моряци – левенди – които са дали името на района. Комплексът на джамията се състои от подземен паркинг (за около 1000 коли), работилница, библиотека, многофункционална зала и трапезария и може да побере до 20 000 богомолци.
Основите на джамията са положени на 3 юли 2020 г., а президентът Ердоган провежда церемонията по откриването 35 месеца по-късно след петъчната молитва на 12 май 2023 г.

## Галерия
- Строителство на джамията Барбарос Хайретин паша в Левент, декември 2021 г.
- Изграждане на джамията Барбарос Хайретин паша в Левент, август 2022 г.
- Дворът на джамията
- Фонтан в двора на джамията
- Плочки в джамията
- Надписът е подписан от турския президент Реджеп Тайип Ердоган